# OpenSUSE
openSUSE（/ˌoʊpənˈsuːzə/），前身為SUSE Linux和SuSE Linux Professional，是一个Linux发行版计划，由SUSE Linux GmBH與其他公司贊助。openSUSE在全世界被廣泛使用，尤其是在德國。它的開發重心是為軟體開發者和系統管理者創造適用的開放原始碼的工具，並提供易於使用的桌面環境和功能豐富的伺服器環境。openSUSE針對桌面環境進行了一系列的優化，是一个對Linux新手較為友好的Linux发行版。

## 概述
openSUSE釋出的第一個版本是一個SUSE Linux 10.0的測試版。目前的稳定版本是openSUSE Leap 15。该社区项目提供了一个名为openSUSE Tumbleweed的滾動發行版本，该版本不断更新，并通过经过测试的稳定软件包进行更新。更新的机制基于名为“Factory”（工厂）的滚动开发代码库。与openSUSE项目相关的其他工具和应用程序包括YaST、Open Build Service、openQA、Snapper、Machinery、Portus 和 Kiwi 等。
2003年11月4日，Novell以2.1億美元收購SuSE Linux AG後創建了openSUSE。2011年，The Attachmate Group收購Novell，並將Novell和SUSE拆分為兩家獨立的子公司。2014年11月，The Attachmate Group與Micro Focus合併，但SUSE仍是其业务部门。
openSUSE Project由SUSE公司赞助，開發和維護SUSE Linux发行版部件。openSUSE是SUSE Linux Professional的接替者。
除linux发行版以外，openSUSE项目还提供了一个网站供社区成员参与开发。社区成员可以通过openSUSE的开放式编译服务（the Open Build Service）参与openSUSE的协作开发、文档撰写以及美工设计，通过邮件列表或IRC参与开发讨论。社区成员也可参与openSUSE网站的wiki建设以提升网站的质量。
openSUSE通过其openSUSE Leap版本提供了一个稳定的基石版本。喜欢追逐新版本自由软件的用户可以使用其滚动发布版本Tumbleweed。 用户也可以使用其开放构建服务（OBS，Open Build Service），参与openSUSE的软件开发。此外，openSUSE的灵活性使得为特定目标（例如运行Web或邮件服务器）重新调整系统功能变得容易。
如同大多数Linux发行版，openSUSE包括一个默认的圖形使用者介面（GUI）和一个可选的命令行界面。openSUSE的用户可以选择几种桌面环境，包括GNOME、KDE、Cinnamon、MATE、LXQt、Xfce。 openSUSE提供了数千个自由软件包或免费软件包的支持。
繼openSUSE 13.2之後的新版本為openSUSE Leap 42.1，從這一個版本開始命名規則和產品開發模式都進行了重大的改變。openSUSE Leap開始直接使用SLE（SUSE Linux Enterprise）的源代碼，而openSUSE Leap 42.1幾乎就是SLE 12 SP1。openSUSE Leap 42.3之后命名规则又发生了改变，Leap 42的下一个大版本号为Leap 15。

## 发行版

### openSUSE Tumbleweed
Tumbleweed（社区有时俗称为风滚草或简称为TW）是 openSUSE 计划的旗舰项目。替代了传统的数字版本号且周期性更新的版本，Tumbleweed使用滚动发布体系：软件更新持续不断地推出；软件包体系在某一时刻的状态会被保存为“快照”。openSUSE用户通常将Tumbleweed当作桌面操作系统。
在从前的开发模式中，每个openSUSE稳定版本 (13.0, 13.1,...) 都会附带创建滚动版本，这些滚动版本会持续不断收到软件包更新。当新的稳定版即将发布时，Tumbleweed的软件包体系就会重置到这一稳定版，换言之，Tumbleweed的软件包版本将与这个新稳定版一致。因为Tumbleweed的大部分软件包版本通常比最新发布的稳定版还要新，导致问题的出现。
当Leap作为新的稳定版出现，开发模式被完完全全的改变了：依照“Factory优先”（openSUSE Factory （页面存档备份，存于），供开发者内部使用的发行版）政策，所有新软件包在进入正式的发行版之前，首先应该进入Factory。 openQA （页面存档备份，存于）系统对Factory的每日快照进行测试，通过测试的快照会作为下一个Tumbleweed快照发布。与其他滚动发行版不同，Tumbleweed是经过测试的发行版，这一测试大大提高了稳定性。
技术上，Tumbleweed是MicroOS与Kubic的基础。

### openSUSE Leap
Leap是传统的发行版，在一年的发行间隔期间提供安全更新与错误修复。并且与面向企业的SUSE Linux Enterprise（SLE）共享代码库。这使得Leap成为服务器与桌面 使用的理想选择，因为其易于维护。
当这个版本在2015年秋天释出时，开发者决定使用openSUSE Leap作为名称，且将版本号改为42.1。42这个版本号是对当初在1996年发布的openSUSE 4.2（当时叫做S.u.S.E. Linux）与《银河系漫游指南》的致敬。之后，Leap的基础软件包从SUSE Linux Enterprise接收，而应用程序和桌面则来自 Tumbleweed。
从openSUSE Leap 15.3开始，Leap的软件源与SUSE Linux Enterprise合并，现在这两个软件源不仅共享源代码，部分包在二进制层面也是相同的。

### openSUSE MicroOS
MicroOS是一个极简、自我维护且事务性的系统，专为边缘计算与容器运行时设计，但也能作其他用途，比如桌面系统。
MicroOS 采用全新的方法来满足边缘计算或云计算的需求：MicroOS从只读文件系统运行，从而最大限度地减少维护需求。这样能够在一定程度上防止意外更改和恶意软件攻击。该系统是自包含和事务性的，这意味着 MicroOS 在更新时要么完全成功要么失败且不留下任何更改（即事务性更新），并在出现问题时回滚到前一阶段。事务更新不会影响正在运行的系统。基本上所有可用于 Tumbleweed 的软件也可用于 MicroOS。由于附带了podman这个容器运行时，MicroOS 可完美用于容器主机。
MicroOS 桌面是 2021 年Hackweek （页面存档备份，存于） 的焦点

### openSUSE Kubic
Kubic是基于MicroOS的容器即服务平台，包含了Kubernetes且为大型容器环境设计。openSUSE社区在他们的注册数据库上维护了几个容器镜像。对该系统的配置最初是用Salt 完成的，但后来切换到Kubeadm 。 Kubic 与 Tumbleweed 和 MicroOS 共享代码库，因此能够以事务更新的方式来维护与更新系统。

## 特色

### YaST 控制中心
YaST（Yet another Setup Tool，“另一种安装工具”）是 openSUSE 的重要特性之一。它能让系统管理员在集成界面内处理包括磁盘分区、系统安装、网络与防火墙配置、RPM软件包管理、在线更新、用户管理等诸多功能。
- GTK+
- Qt
- 命令行下的类图形界面

YaST还包括一些其他的重要功能分支。

#### AutoYaST
AutoYaST 是 YaST2 的一部分，用于自动安装。安装配置将存储在一个XML文件中，以配置没有交互下的自动安装。

#### WebYaST

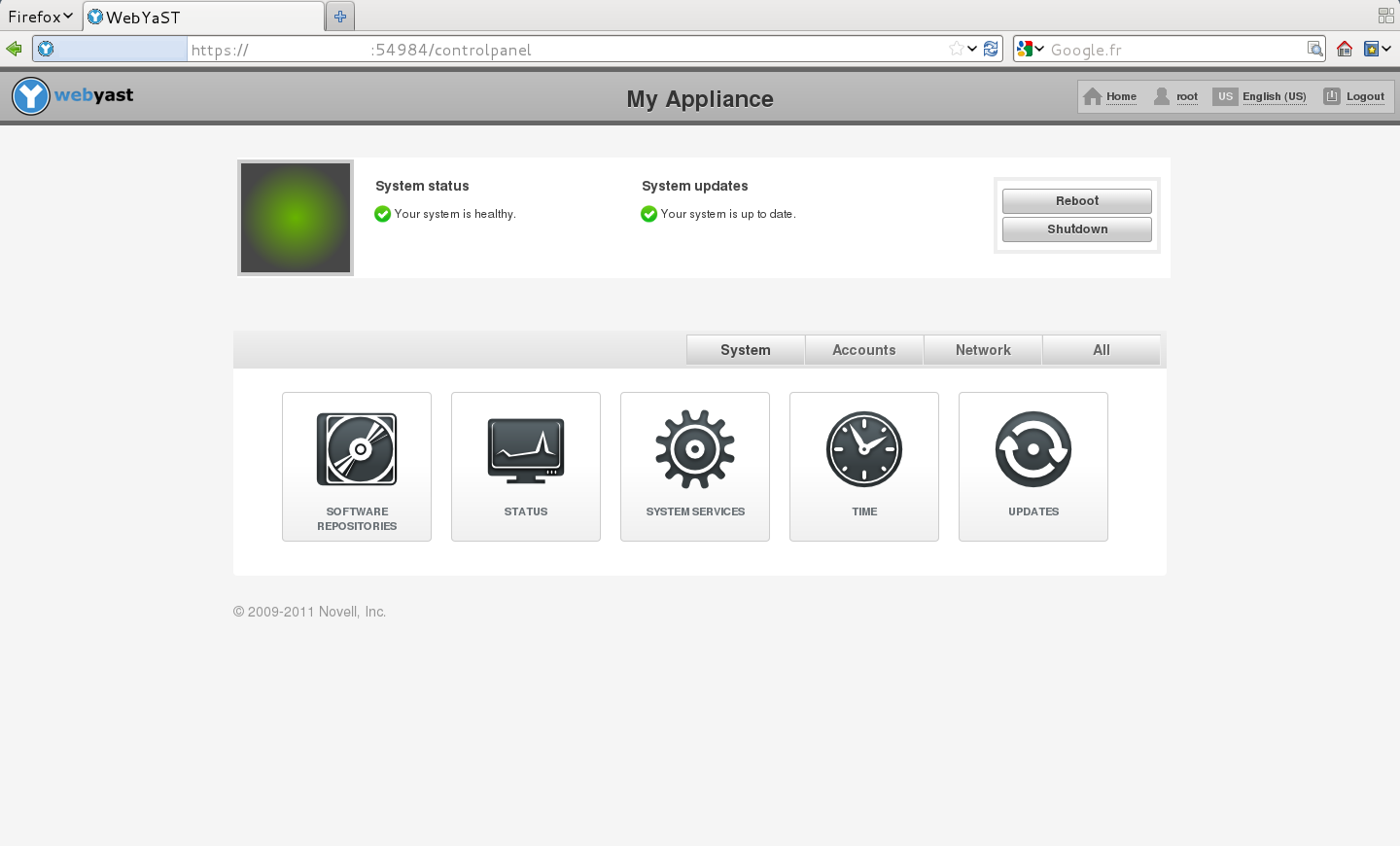
WebYaST

WebYaST 是 YaST 的网页界面版本。它可以配置所运行的 openSUSE 系统的设置和更新。它也可以关闭并检查系统主机的状态。 该组件已经被废弃，不再对受支持的发行版打包。

### ZYpp 包管理
ZYpp（或libzypp）是一个Linux软件管理引擎，它具有强大的依赖解析器和便捷的包管理API。

### 开放构建服务（Open Build Service）
开放构建服务为软件开发人员提供了用于编译、发布软件的工具，它已被用于许多发行版系统，包括Mandriva、Ubuntu、Fedora、Debian和Archlinux等。 它通常能够有效简化打包过程，因此开发人员可以更轻松地为许多发行版以及许多 openSUSE 发行版打包单个程序，使得无论用户使用何种分发版本都可以安装并使用。它是在GNU GPLv2+协议下发布的。

### 增量 RPM
默认情况下，openSUSE Leap在更新安装时使用 Delta RPM（增量 RPM）。 Delta RPM 包含软件包的旧版本和新版本之间的区别。这意味着只需要下载已安装软件包和新软件包之间的更改。这减少了带宽消耗和更新时间，对慢速 Internet 连接尤为重要。

### 桌面创新

#### Xgl 与 Compiz
2006年1月2日，SUSE开发人员David Reveman 发布了一种X服务器体系结构 Xgl，旨在通过OpenGL驱动程序利用现代显卡，并通过 glitz 在 OpenGL 上进行分层。 Compiz 是X Window系统的首批合成窗口管理器之一，它也发布了可以利用这种OpenGL加速功能的版本。

#### KDE 桌面特性
SUSE多年来一直是KDE项目的主要贡献者。 SUSE在这方面的贡献非常广泛，影响着KDE的许多部分，如 kdelibs 和 KDEBase，Kontact 和 kdenetwork。 其他值得注意的项目包括：KNetworkManager——NetworkManager的前端和Kickoff——KDE Plasma Desktop的新 K 菜单。

#### GNOME 桌面特性
当 Ximian 集团成为 Novell 的一部分后，它通过F-Spot，Evolution和Banshee等应用程序继续为 GNOME 做出了一些贡献。 从openSUSE 10.2到openSUSE 11.4，它的GNOME桌面使用 slab 而不是经典的双面 GNOME 菜单栏。在openSUSE 12.1中，slab被上游的GNOME Shell和GNOME Fallback设计所取代。12.2版本中，最新的GNOME Shell支持被包含在内，并且支持在沒有3D硬體的老筆電、虛擬機上開啟3D效果。

### 其他特色
- systemd提供了更快、功能更强大的系统启动方式[27]，12.2中引入了快速引导[26]。
- GRUB2作为默认的启动管理器[26]。
- Plymouth提供了動人的開機動畫[26]。
- Snapper配合btrfs提供了系统软件的快照和回退机制[28]。
- Xen、VirtualBox、KVM及QEMU：虛擬化軟體。并且可以直接运行于Amazon EC2云主机。
- 在Linux发行版中率先提供对Google Go、LLVM v3和Clang v3的支持[29]。
- KMS支持，可以保证安装过程中识别显卡，并安装相应驱动[30]。
- Btrfs文件系統的生產級支持，最新的Btrfs文件系統加入了改進的錯誤處理和恢復工具[26]。
- Fcitx、IBus、gcin、SCIM輸入法全面支援。[26]
- LibreOffice提供自由辦公的體驗，同時又有新功能及改進。[26]
- 一系列重量級科學工具。如GNU Octave、Maxima、Stellarium[31]等。

## 版本历史

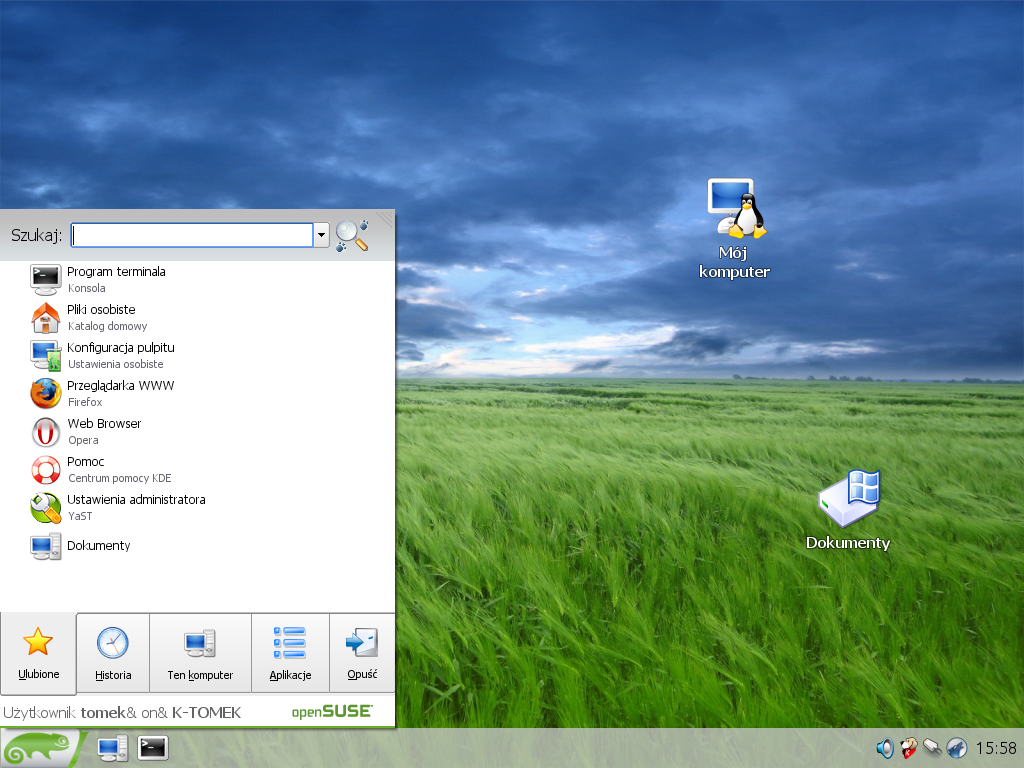
OpenSUSE 10.2截屏

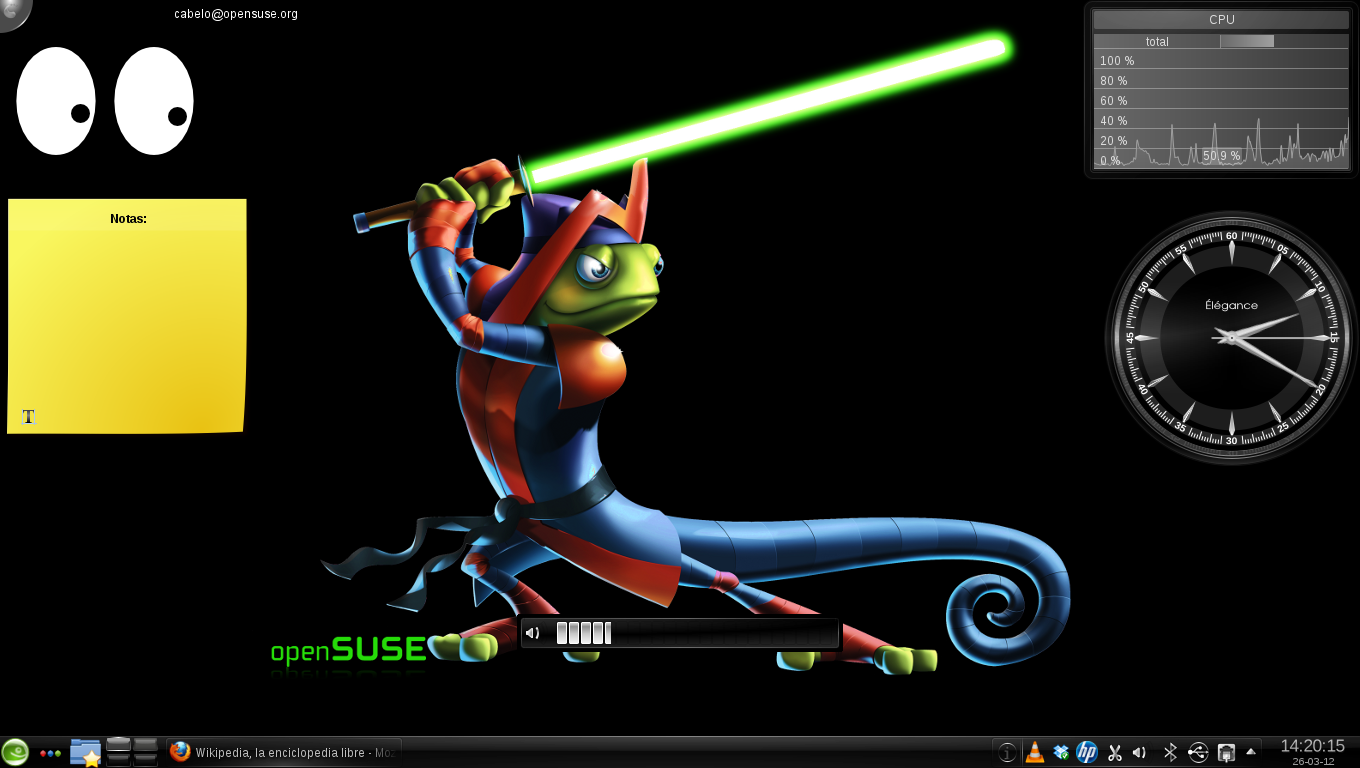
OpenSUSE 12.1截屏

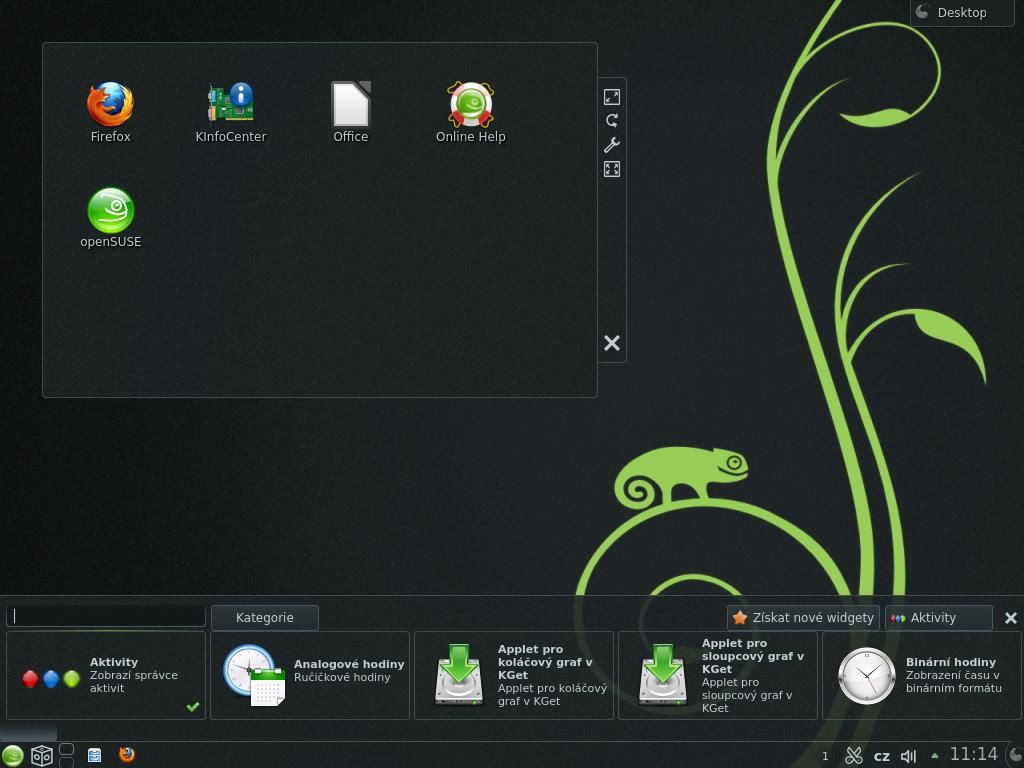
OpenSUSE 12.3截屏

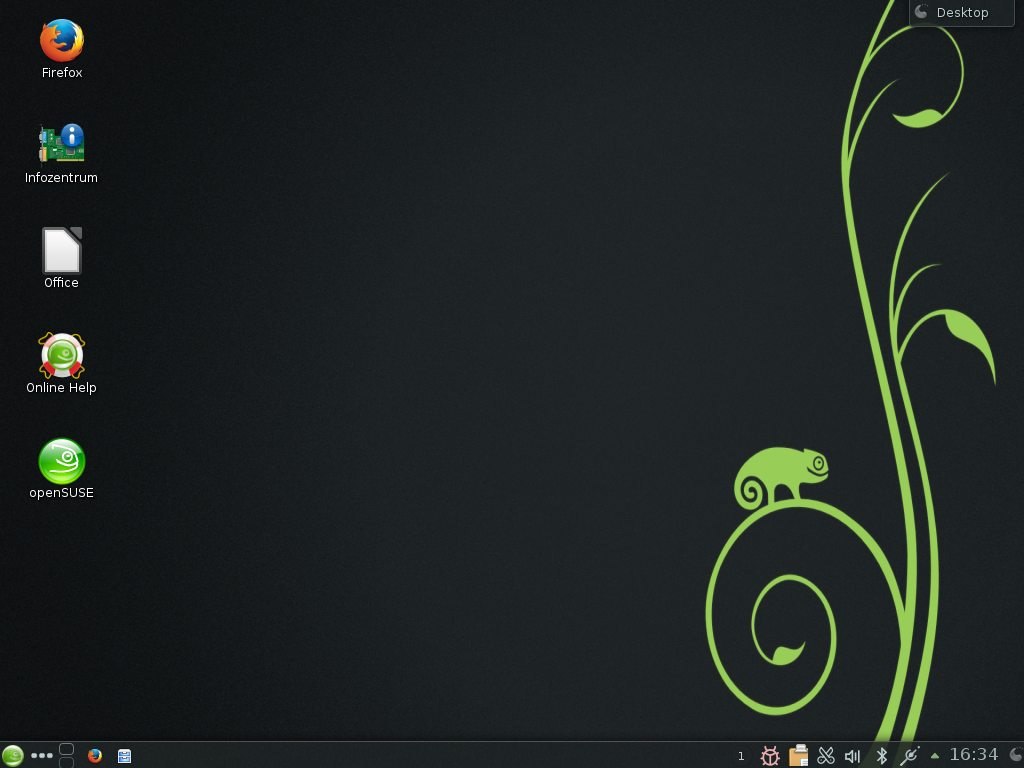
OpenSUSE 13.1截屏

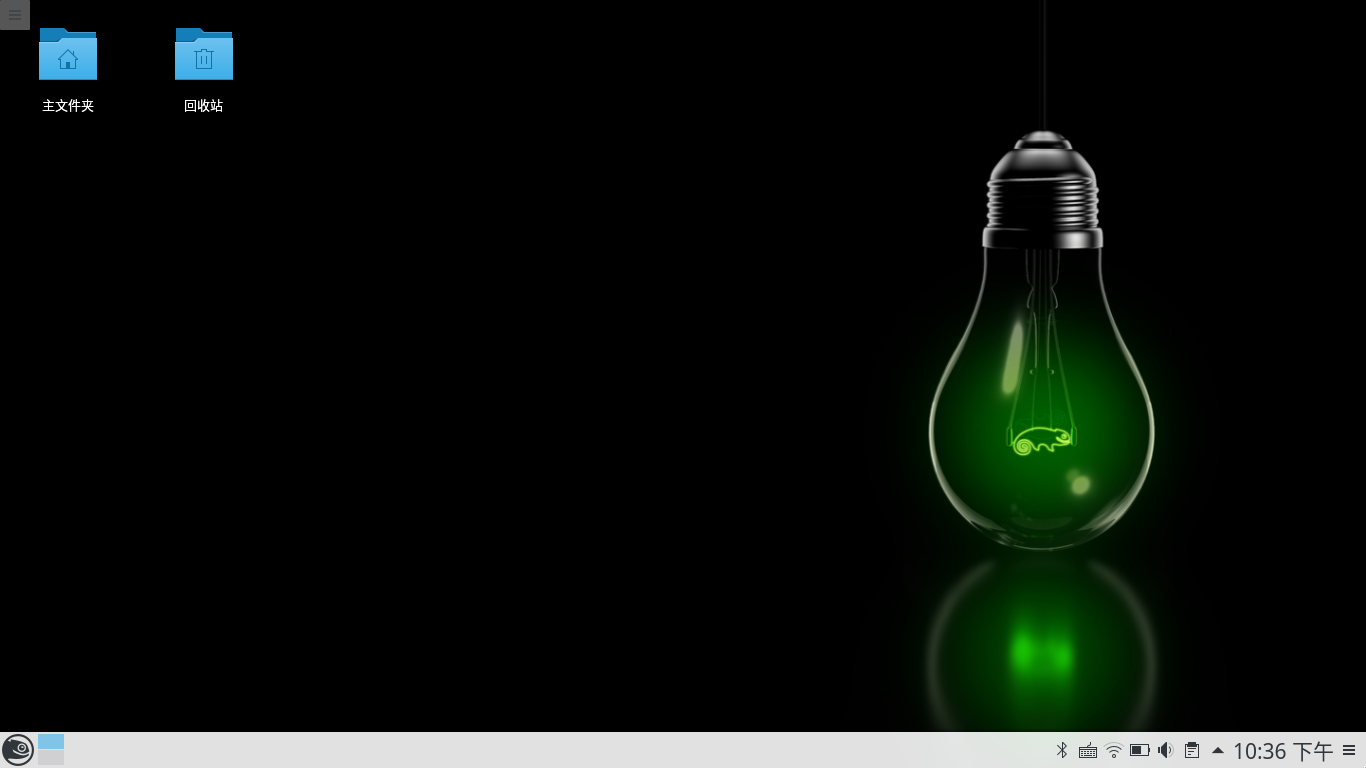
OpenSUSE Leap 42.3截屏

openSUSE 项目一般每年发布一个小版本。自11.2版以来，为两个版本提供的关键更新额外延长了两个月，从而导致了18个月的支持期。从版本12.1开始，为了增加可预测性并防止人们认为.0版本更为重要，openSUSE版本方案进行了修改。所有11月份发布的版本都为.1，所有七月份发布的版本都为.2，所有三月份发布的版本都为.3。每隔两年，当另一个.1版本发布时，主要版本号就会出现。

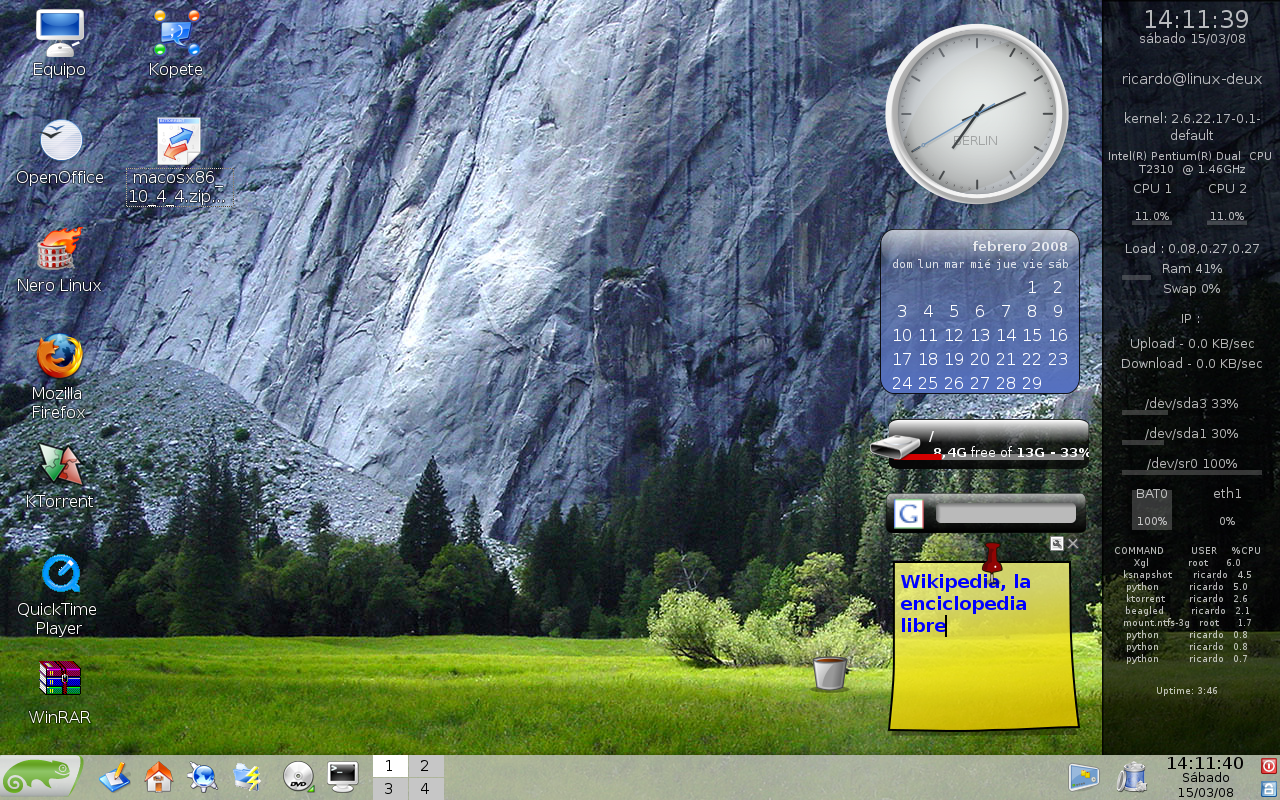
OpenSUSE 10.3截屏

从版本Leap 42.1（在版本13.2之后）开始，每个主要版本预计至少可支持36个月，直到下一个主要版本（例如43.1）与SUSE Linux Enterprise版本一致为止。每个次要版本（例如42.1,42.2等）预计将每年发布一次，与SUSE Linux Enterprise 服务包（Service Pack）一致。用户被要求在它可用周期的6个月内升级到最新的小版本，从而产生类似的支持18个月的生命周期。

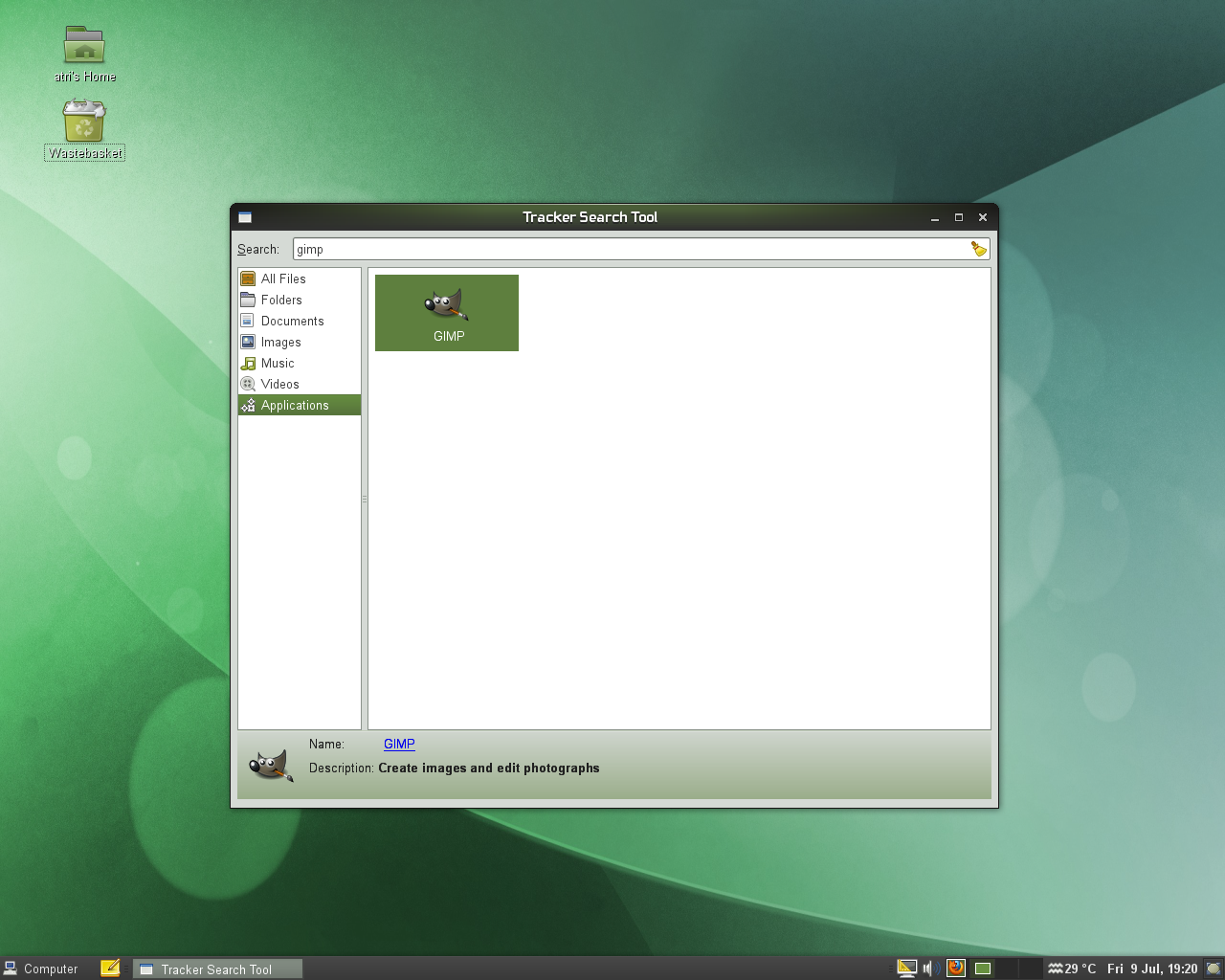
OpenSUSE 11.3（使用GNOME）截屏

Evergreen（常青）版本是一个社区提供支持的延长维护版本，能够在选定的 openSUSE 版本达到官方周期后延长其支持周期。
| 名称                                                     | 版本     | 开发代号        | 发布时间   | 生命周期结束时间 | 生命周期结束时间 | 内核版本   |
| 名称                                                     | 版本     | 开发代号        | 发布时间   | 常规版本         | Evergreen 版     | 内核版本   |
| -------------------------------------------------------- | -------- | --------------- | ---------- | ---------------- | ---------------- | ---------- |
| SUSE Linux                                               | 10.0     | Prague          | 2005-10-06 | 2007-11-30       | 不適用           | 2.6.13     |
| SUSE Linux                                               | 10.1     | Agama Lizard    | 2006-05-11 | 2008-05-31       | 不適用           | 2.6.16     |
| openSUSE                                                 | 10.2     | Basilisk Lizard | 2006-12-07 | 2008-11-30       | 不適用           | 2.6.18     |
| openSUSE                                                 | 10.3     | 不適用          | 2007-10-04 | 2009-10-31       | 不適用           | 2.6.22     |
| openSUSE                                                 | 11.0     | 不適用          | 2008-06-19 | 2010-06-26       | 不適用           | 2.6.25     |
| openSUSE                                                 | 11.1     | 不適用          | 2008-12-18 | 2011-01-14       | 2012-04          | 2.6.27     |
| openSUSE                                                 | 11.2     | Emerald         | 2009-11-12 | 2011-05-12       | 2013-11          | 2.6.31     |
| openSUSE                                                 | 11.3     | Teal            | 2010-07-15 | 2012-01-16       | 不適用           | 2.6.34     |
| openSUSE                                                 | 11.4     | Celadon         | 2011-03-10 | 2012-11-05       | 2015-07          | 2.6.37     |
| openSUSE                                                 | 12.1     | Asparagus       | 2011-11-16 | 2013-05-15       | 不適用           | 3.1.0      |
| openSUSE                                                 | 12.2     | Mantis          | 2012-09-05 | 2014-01-15       | 不適用           | 3.4.6      |
| openSUSE                                                 | 12.3     | Dartmouth       | 2013-03-13 | 2015-01-01       | 不適用           | 3.7.10     |
| openSUSE                                                 | 13.1     | Bottle          | 2013-11-19 | 2016-02-03       | 2016-11          | 3.11.6     |
| openSUSE                                                 | 13.2     | Harlequin       | 2014-11-04 | 2017-01-16       | 不適用           | 3.16.6     |
| openSUSE Leap                                            | 42.1     | Malachite       | 2015-11-04 | 2017-05-17       | 不適用           | 4.1.12     |
| openSUSE Leap                                            | 42.2     | 不適用          | 2016-11-16 | 2018-01-26       | 不適用           | 4.4        |
| openSUSE Leap                                            | 42.3     | 不適用          | 2017-07-26 | 2019-06-30       | 不適用           | 4.4        |
| openSUSE Leap                                            | 15.0     | 不適用          | 2018-05-25 | 2019-11-25       | 不適用           | 4.12       |
| openSUSE Leap                                            | 15.1     | 不適用          | 2019-05-22 | 2021-01-31       | 不適用           | 4.12       |
| openSUSE Leap                                            | 15.2     | 不適用          | 2020-07-02 | 2021-12-31       | 不適用           | 5.3.18     |
| openSUSE Leap                                            | 15.3     | 不適用          | 2021-06-02 | 2022-12-31       | 不適用           | 5.3.18     |
| openSUSE Leap                                            | 15.4     | 不適用          | 2022-06-08 | 2023-12-31       | 不適用           | 5.14.21    |
| openSUSE Leap                                            | 15.5     | 不適用          | 2023-06-07 | 2024-12-31       | 不適用           | 5.14.21    |
| openSUSE Tumbleweed                                      | 滚动发行 | 不適用          | 滚动发行   | 不適用           | 不適用           | 最新穩定版 |
| 格式：舊版本舊版本，仍被支援当前版本最新的预览版未来版本 |          |                 |            |                  |                  |            |

无法编译EasyTimeline输入：

Timeline generation failed: 1 error found

Line 26:    at:21/03/2025 color:today width:0.1

- LineData attribute 'at' invalid.

```
 Date '21/03/2025' not within range as specified by command Period.

```

## 最低系統需求[59]
- CPU： AMD 64 位或 Intel 64 位处理器。
- 内存： 1GB物理内存（使用在线软件源时最少1.5GB，建议4GB以上）。
- 硬盘空间： 最小化安装需要 10 GB 空间，图形界面安装需要16GB。如果打算使用Btrfs的快照功能，推荐根目录至少保留40GB空间。
- 声卡与显卡： 没有特殊要求，绝大多数都支持。分辨率1024 x 768以上。

## 外部連結
- 官方网站
- openSUSE 英文wiki（页面存档备份，存于）
- openSUSE 中文wiki（页面存档备份，存于）
- openSUSE 中文论坛（页面存档备份，存于）